# Вулиця Ярославів Вал
Ву́лиця Яросла́вів Вал — вулиця у Шевченківському районі міста Києва, місцевість Старий Київ. Простягається від Володимирської вулиці до Бульварно-Кудрявської вулиці і Львівської площі.
Прилучаються Золоті ворота, вулиці Золотоворітська, Лисенка, Івана Франка, Стрілецька й Олеся Гончара.

## Історія
Вулиця виникла як дорога попід міським валом, що був насипаний за часів великого київського князя Ярослава Мудрого (XII століття), звідки й походить її теперішня назва. Оборонна система проіснувала до 30-х — 50-х років ХІХ ст.
Вперше згадується як запланована вулиця у 1832 році. У 1833 році укріплення часів Ярослава Мудрого почали знищувати. Однак прокладено вулицю було на місці знесеного валу лише у 1850-х роках. Вперше помічається на плані міста у 1855 році. Протягом XIX — на початку XX століття існувала під паралельними назвами: Підвальна, Велика Підвальна і Ярославів Вал.
Офіційну назву вулиця отримала у 1869 році, на честь великого князя київського Ярослава Мудрого, однак фактично продовжували використовувати й попередню назву. З 1923 року — вулиця Раковського, на честь Х. Г. Раковського, з 1928 року — вулиця Ворошилова, на честь К. Є. Ворошилова (назву підтверджено 1944 року). Під час німецької окупації міста у 1942—1943 роках — Велика Підвальна.
З 1957 року — вулиця Полупанова, на честь А. В. Полупанова. У 1962 році відновлено історичну назву Велика Підвальна. Сучасна назва — з 1976 року.

## Будівлі, пам'ятки, установи
На початок ХХ ст. на вулиці майже не залишилося будинків, споруджених у 30-х — 50-х роках ХІХ ст. Нині найстаріші збережені будівлі Ярославового Валу — будинок № 5 та будинок № 27 («будинок з хлібною крамницею»; пам'ятка архітектури місцевого значення, перебуває в занедбаному стані).
Будинки № 6, 7, 8, 9, 10, 11, 13, 14 б, 14в, 16, 17, 18, 20, 28, 29, 30, 32, 33, 35, 36, 37/1, 38 споруджені у 2-й половині XIX — 1-й третині XX століття. На початку ХХ століття забудова вулиці відзначалася різноманітністю. Зводяться багатоповерхові прибуткові будинки. На непарній частині вулиці частково збереглася забудова другої половини ХІХ ст. Парний бік забудовували вже на поч. XX ст.
Непарні номери:
- № 1 (будинок Міхала Підгорського («Замок барона»); 1898).
- № 3 (особняк барона Штейнгеля; 1858, споруджений архітектором Федором Головановим), резиденція посла Індії.
- № 5 (житловий будинок, у якому мешкали видатні медики Василь Образцов та Микола Стражеско; 1859).
- № 7 (колишня караїмська кенаса нині Будинок актора; 1902, споруджена архітектором Владиславом Городецьким).
- № 13/2-Б (особняк, де мешкав видатний лікар Феофіл Яновський).
- № 15-А (будинок, в якому з 1972 по 1982 рік мешкав Віктор Глушков, видатний кібернетик).
- № 15-Б (будинок Сікорського).
- № 19/31 (колишній будинок працівників Наркомату внутрішньої торгівлі УСРР; 1937)
- № 21/20 (прибутковий будинок; 1906). Серед багатьох інших видатних людей, тут проживав славетний київський архітектор Володимир Ніколаєв[10].
- № 25 Київська дитяча школа мистецтв № 2 ім. М. І. Вериківського, (колишня гімназія Володимира Науменка, де навчався Максим Рильський; 1898).
- № 27 (будинок із хлібними крамницями; 1860–70-ті роки); у глибині садиби — середня школа № 49, зведена за типовим радянським проєктом.
- № 31 Посольство Канади в Україні.

Парні номери
- № 4 (прибутковий будинок; 1907).
- № 12 Посольство Республіки Польща в Україні.
- № 14 та 14-А (прибуткові будинки; 1911).
- № 14-Б та 14-В (прибуткові будинки; 1911), Київська академічна майстерня театрального мистецтва «Сузір'я».
- № 16-А (прибутковий будинок Михайлова).
- № 22 Готель «Редіссон-САС».
- № 30 у 1867-1917 роках садиба належала Н. М. Тарновській, матері М. В. Тарновського.
- № 32-Б Посольство Італії в Україні.
- № 34 Посольство Словацької Республіки в Україні.
- № 34-А Посольство Чеської Республіки в Україні.
- № 36 Будинок, в якому відбувались перші збори Академії наук України; 1896); Будинок, у якому мешкав поет-неокласик Микола Зеров; Державна служба туризму і курортів; Український центр культурних досліджень
- № 40 (колишнє міське початкове училище, зведене коштами М. Терещенка, нині Київський національний університет театру, кіно і телебачення імені Івана Карпенка-Карого; 1907, архітектор Павло Голландський).

## Забудова

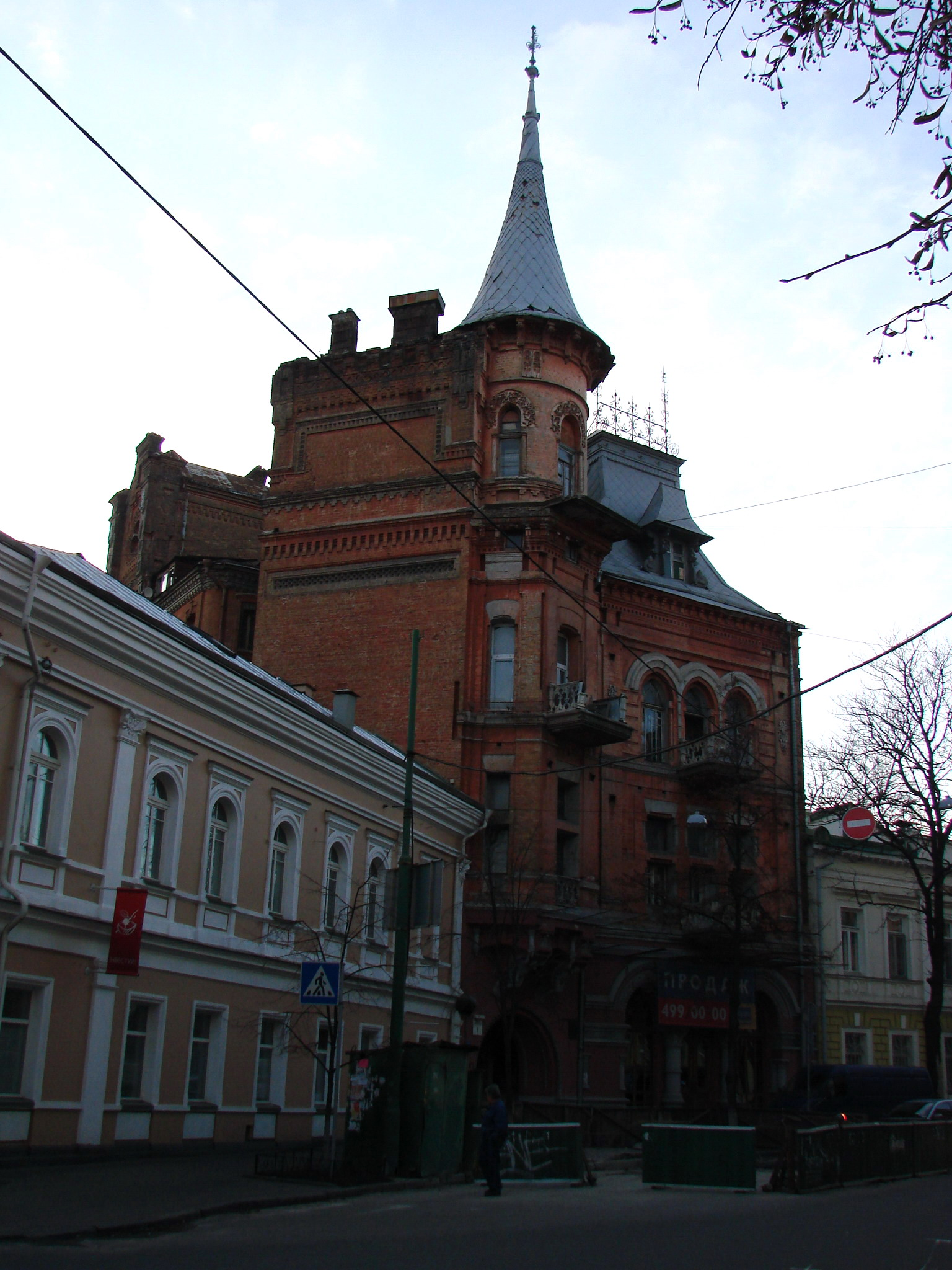
Будинок № 1
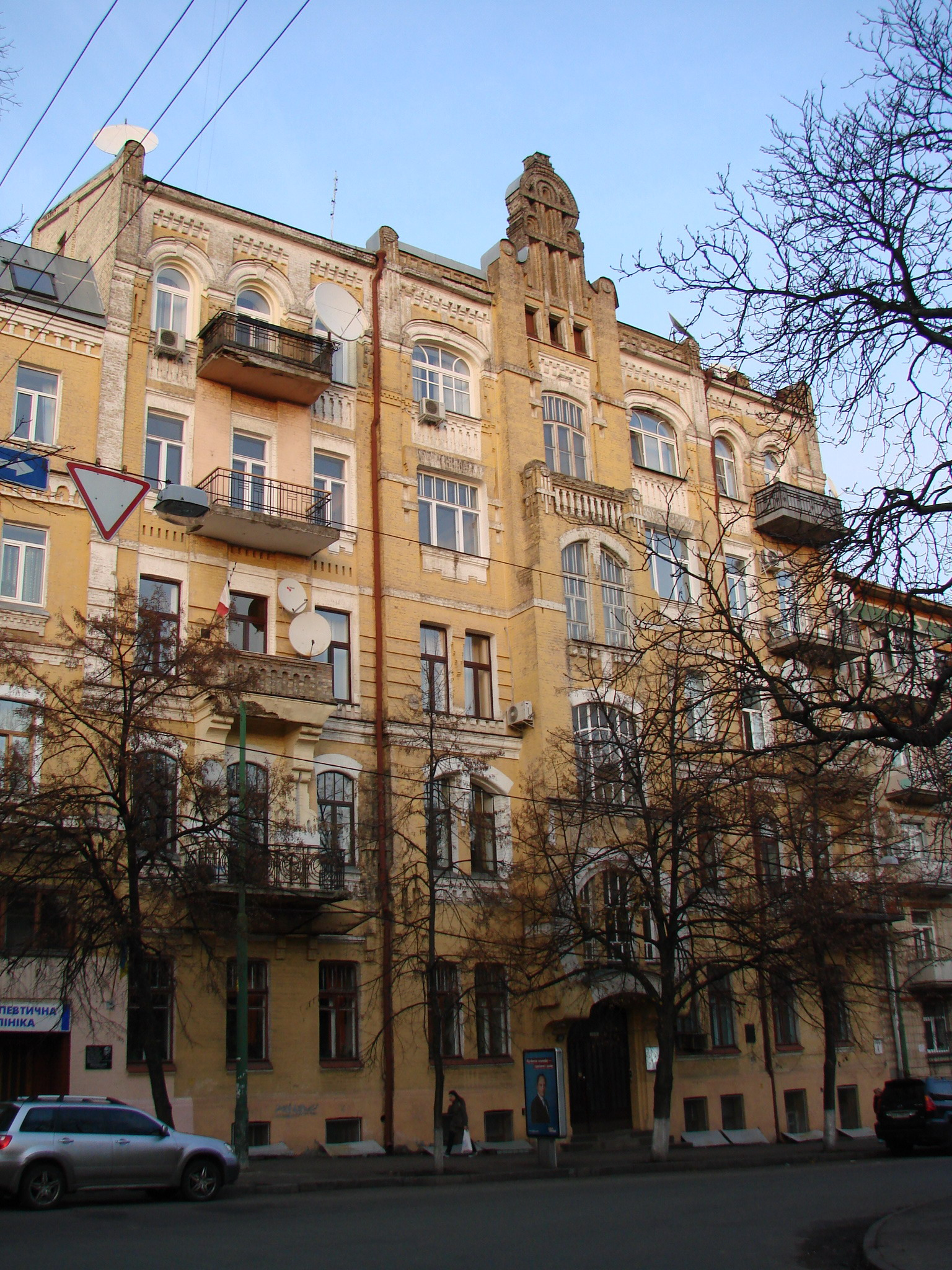
Будинок № 4
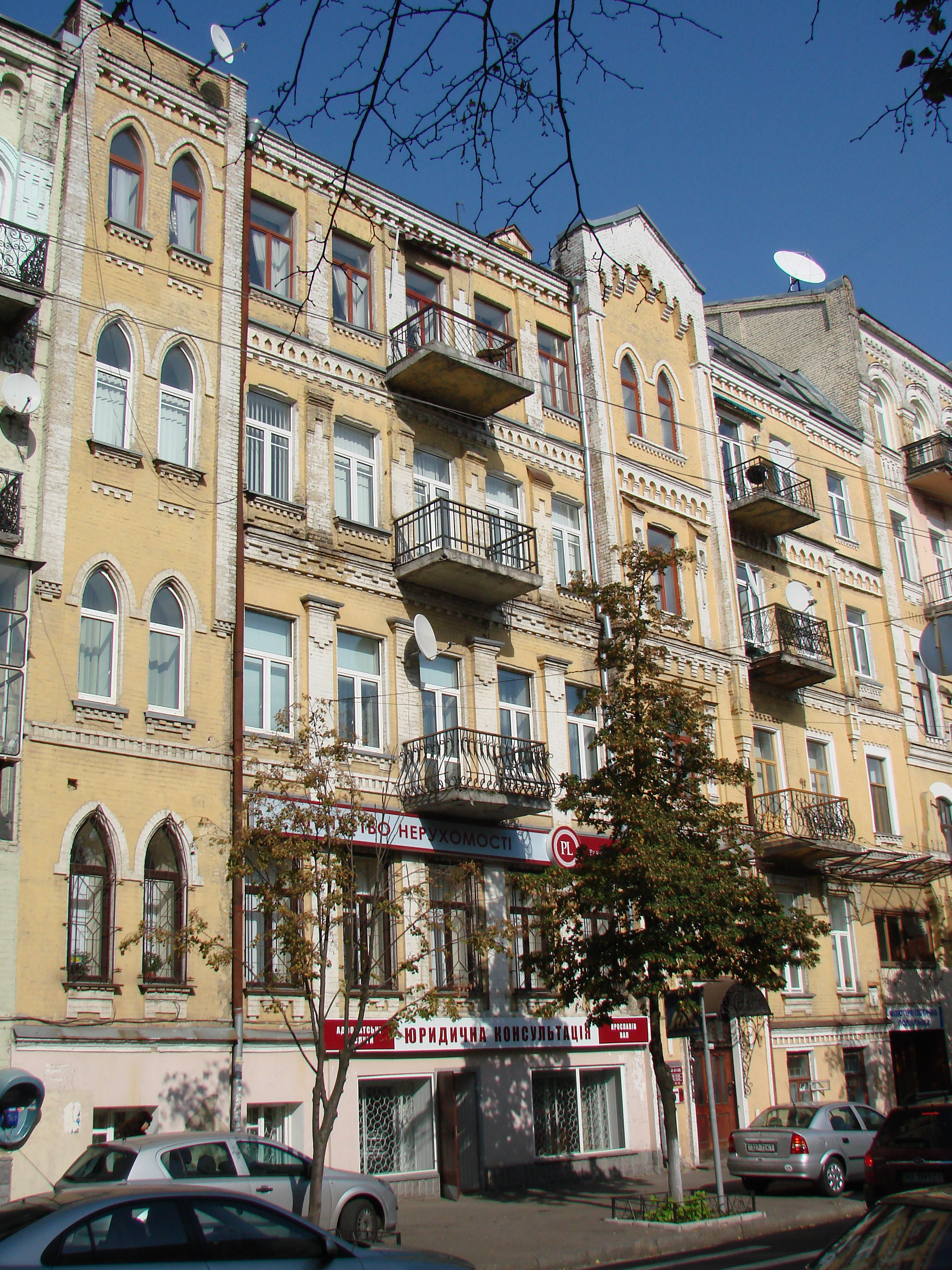
Будинок № 6
Будинок № 11
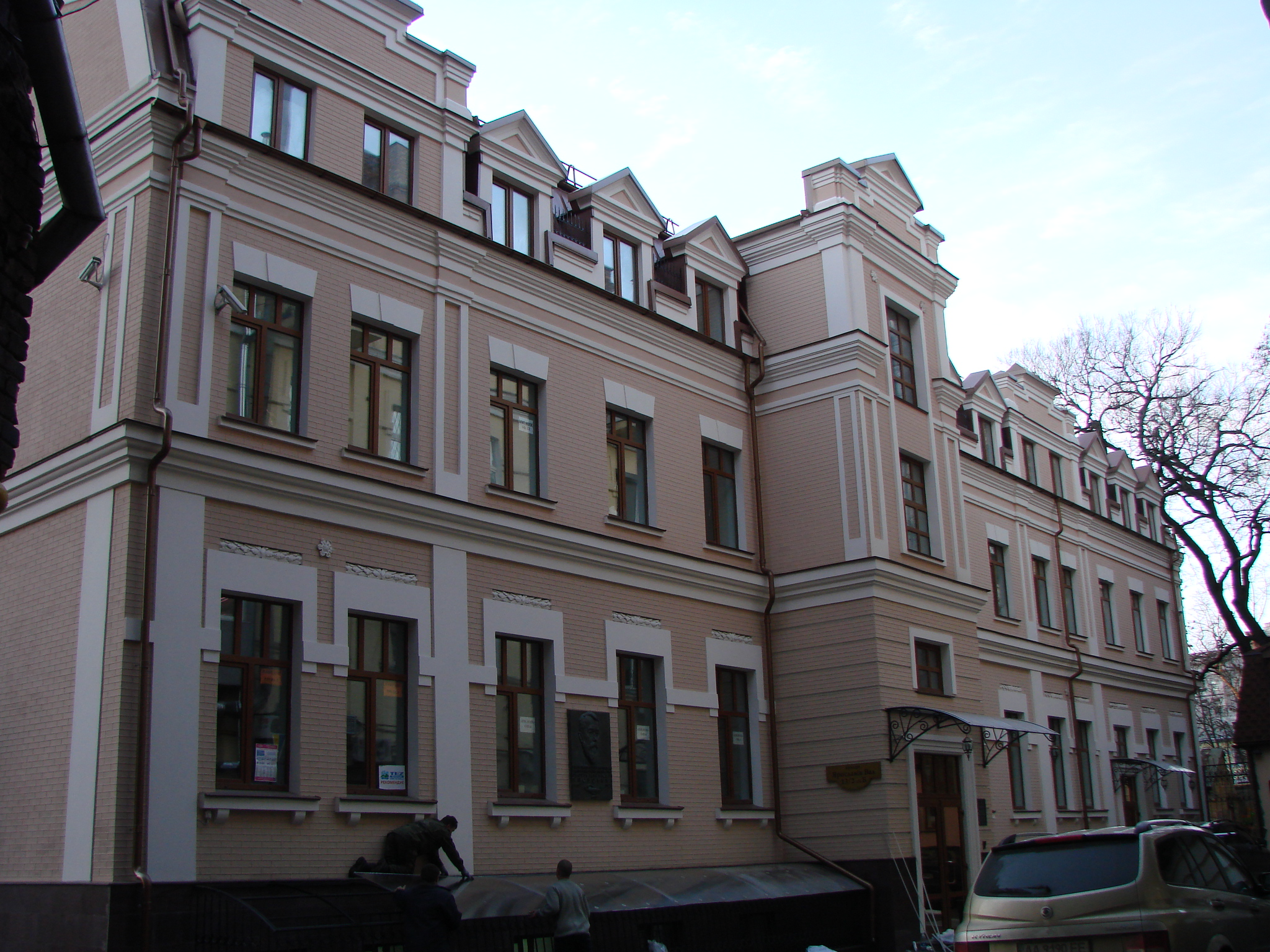
Будинок № 13-б
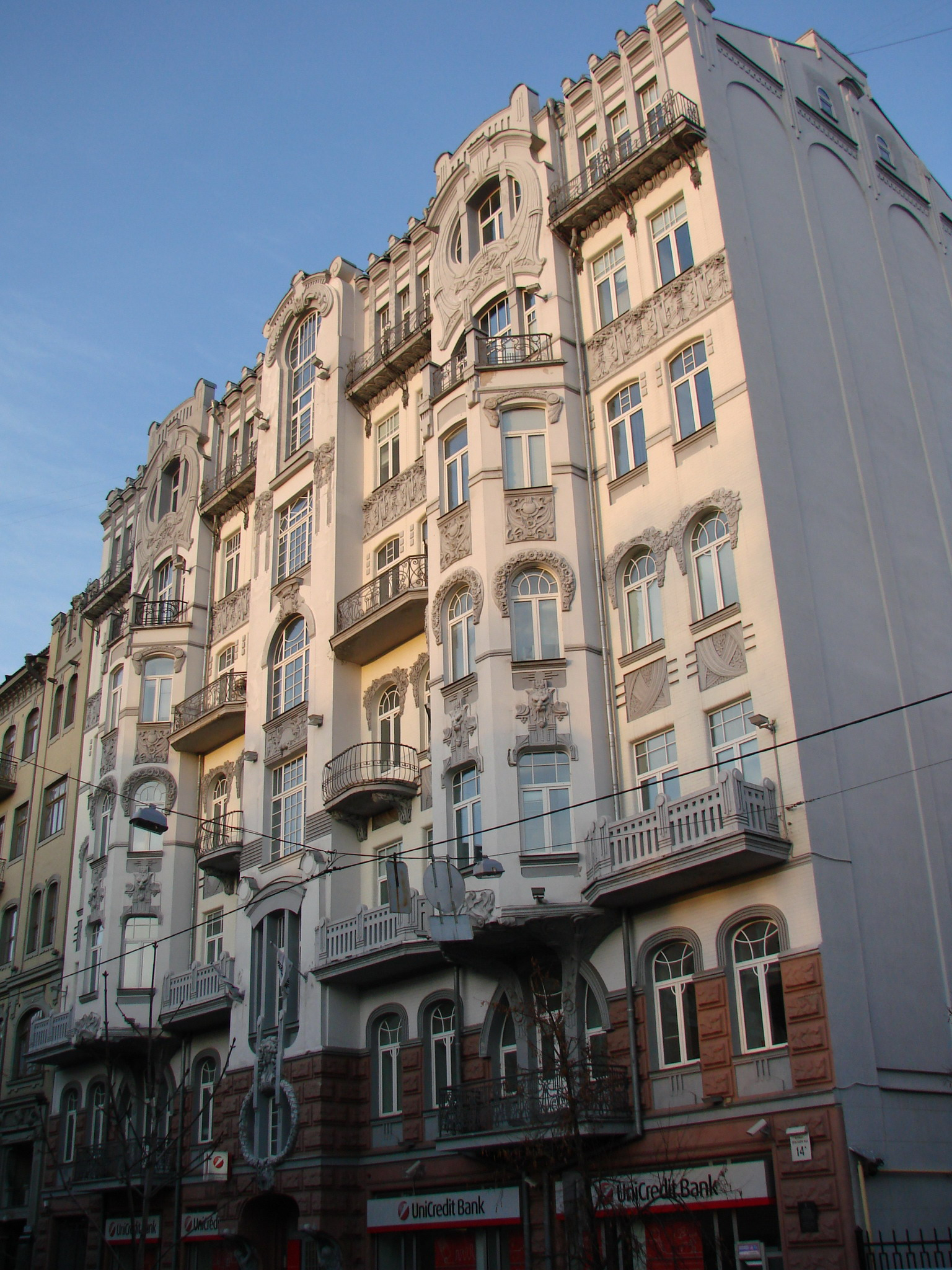
Будинок № 14-а
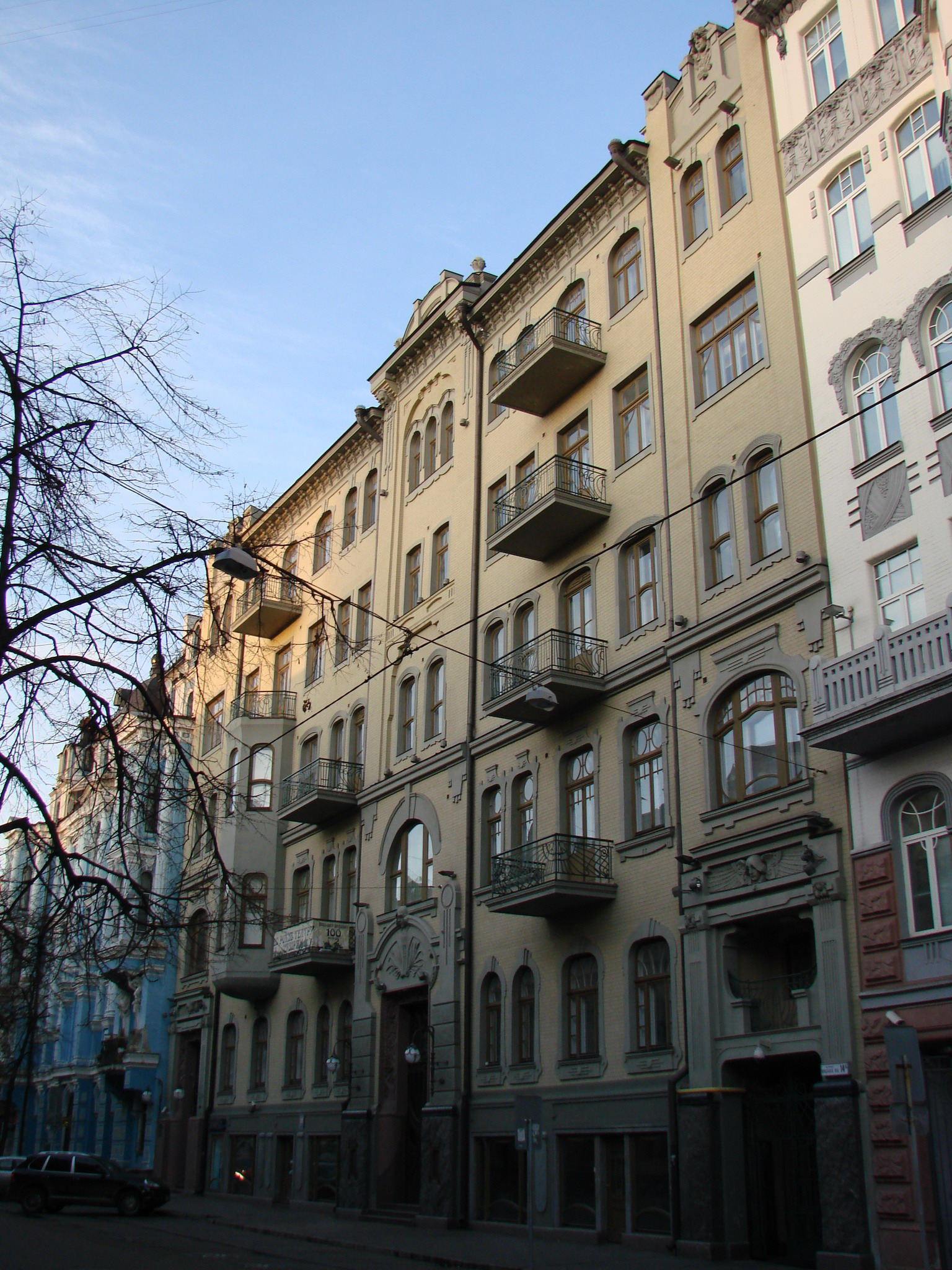
Будинок № 14-б
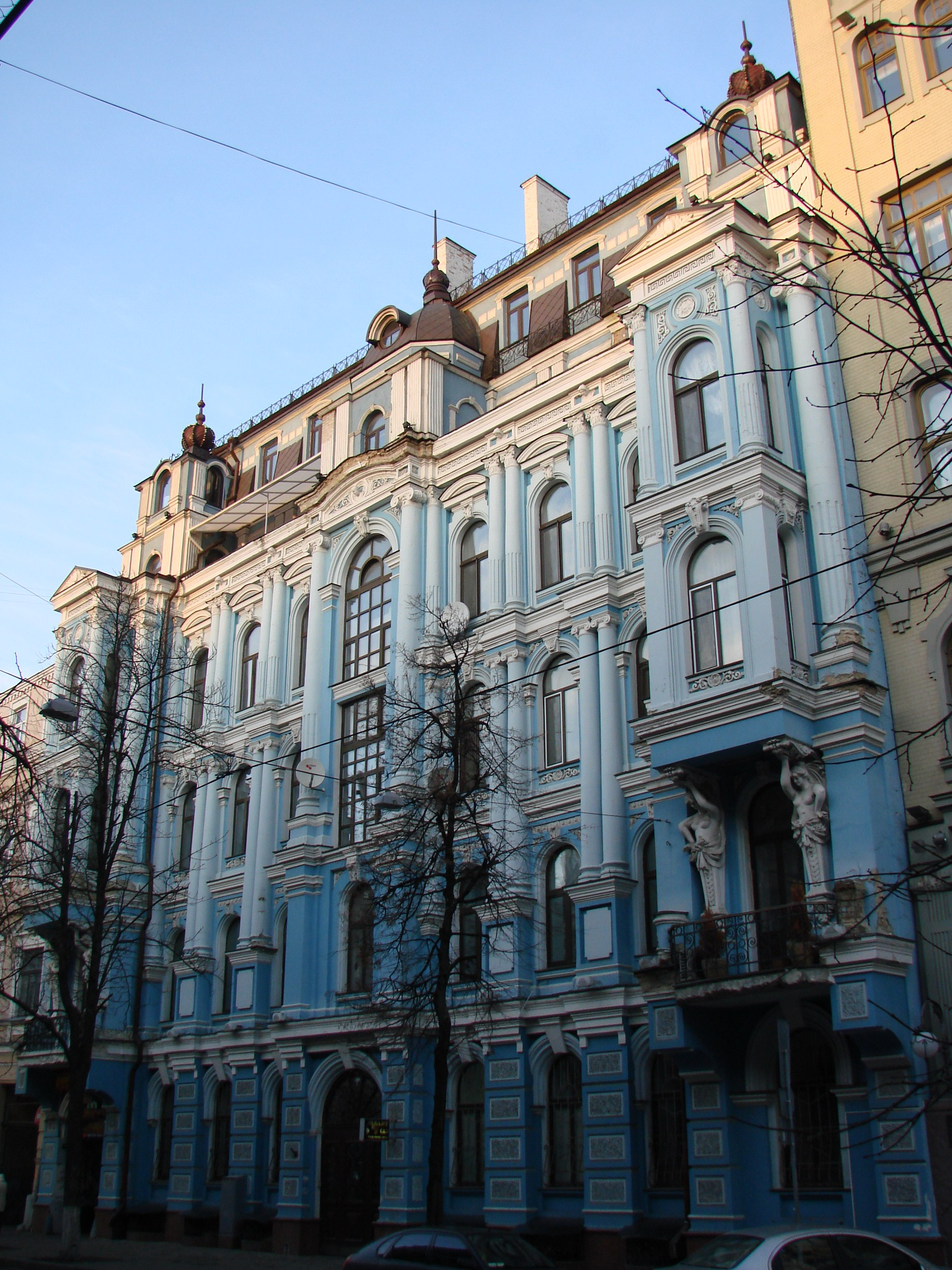
Будинок № 16
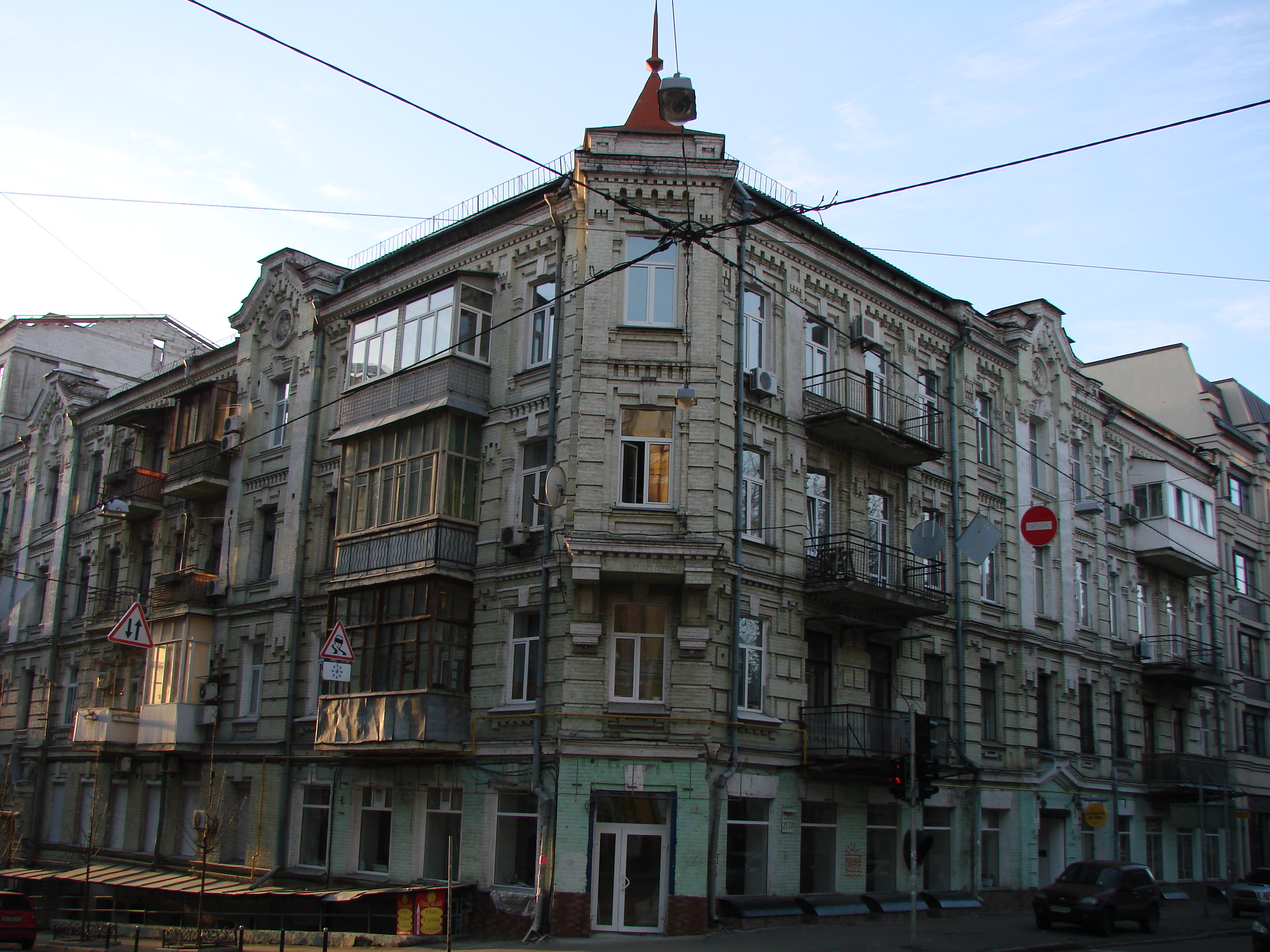
Будинок № 21/20
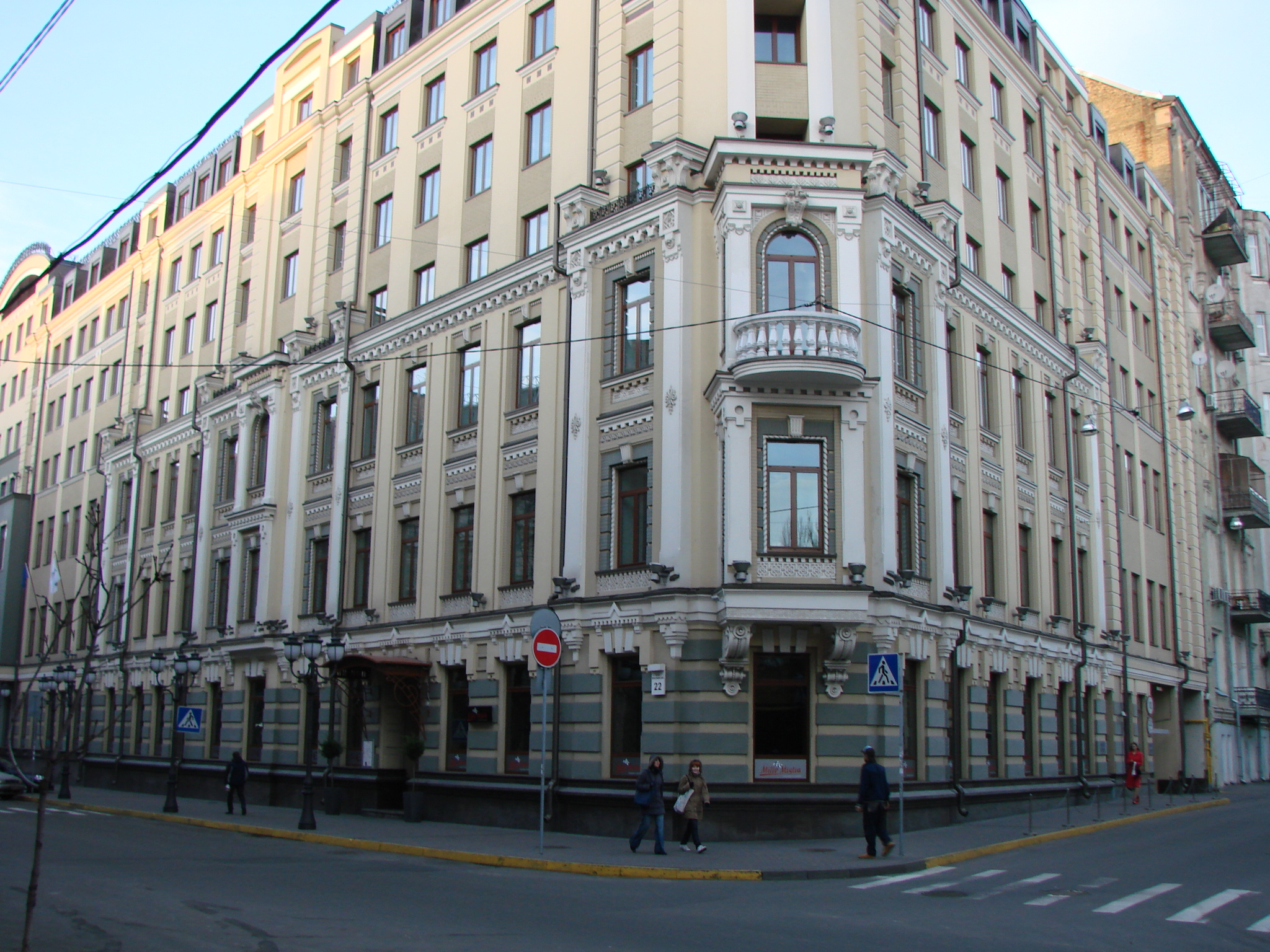
Будинок № 22
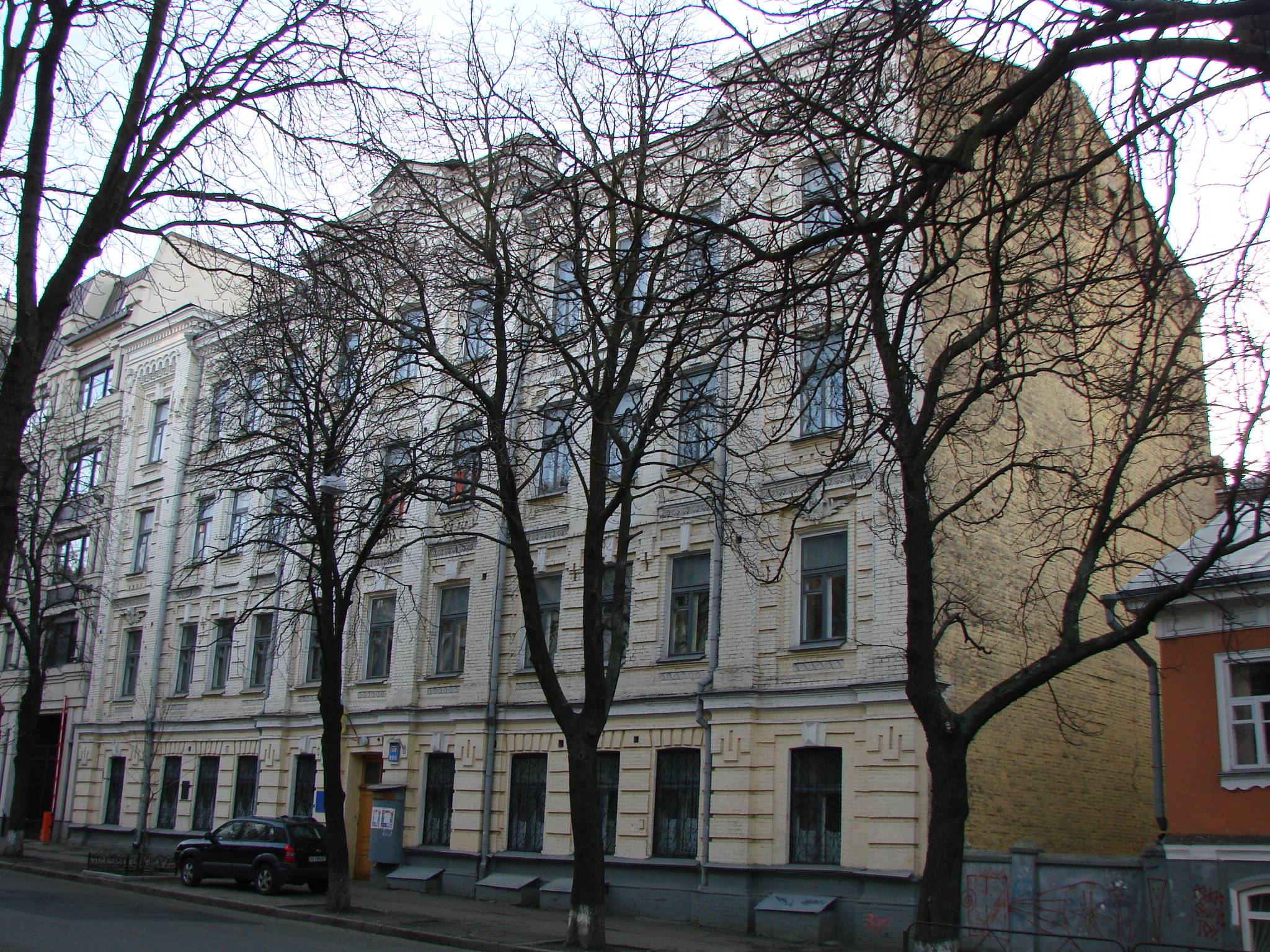
Будинок № 25
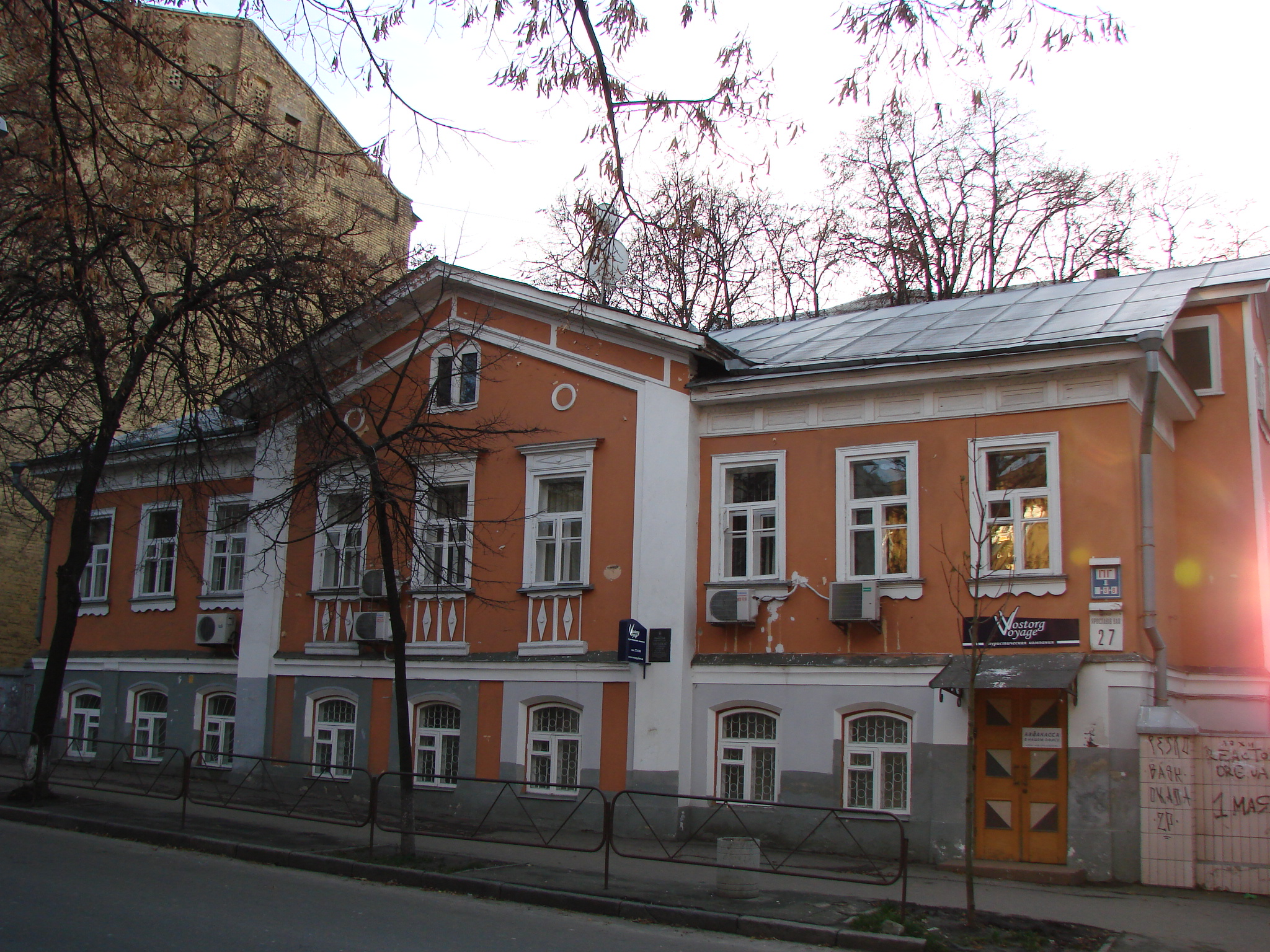
Будинок № 27
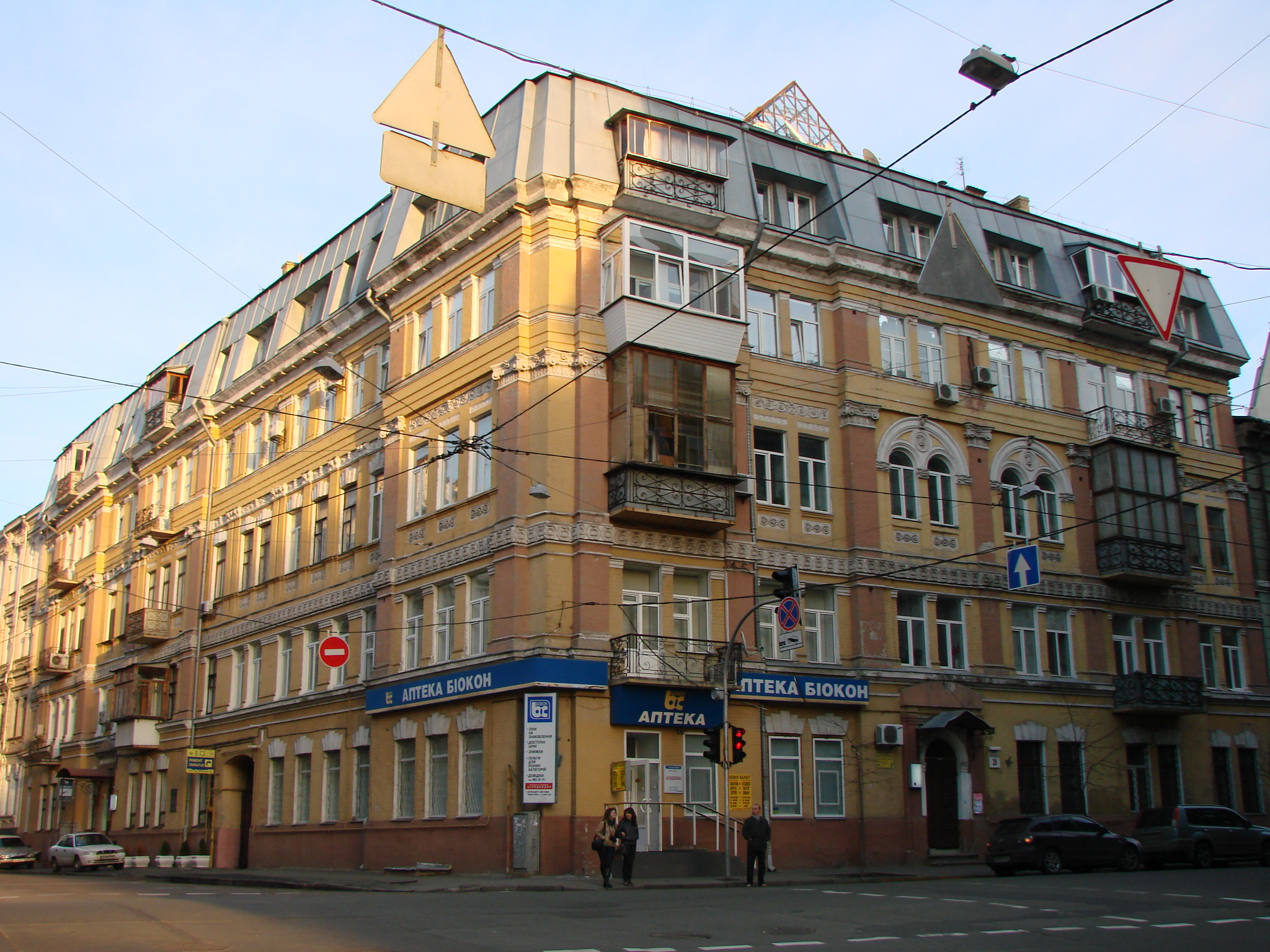
Будинок № 28/31
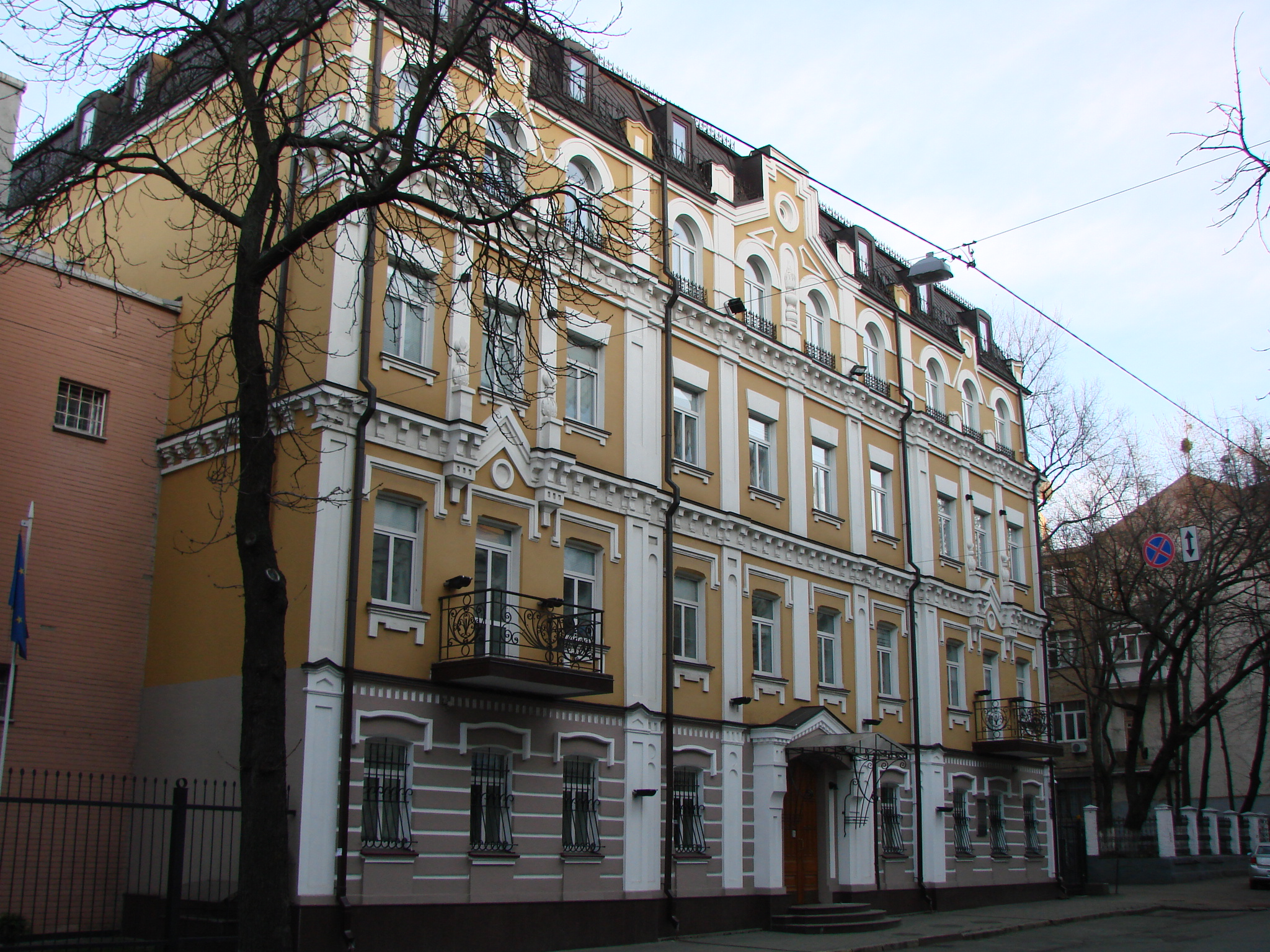
Будинок № 32
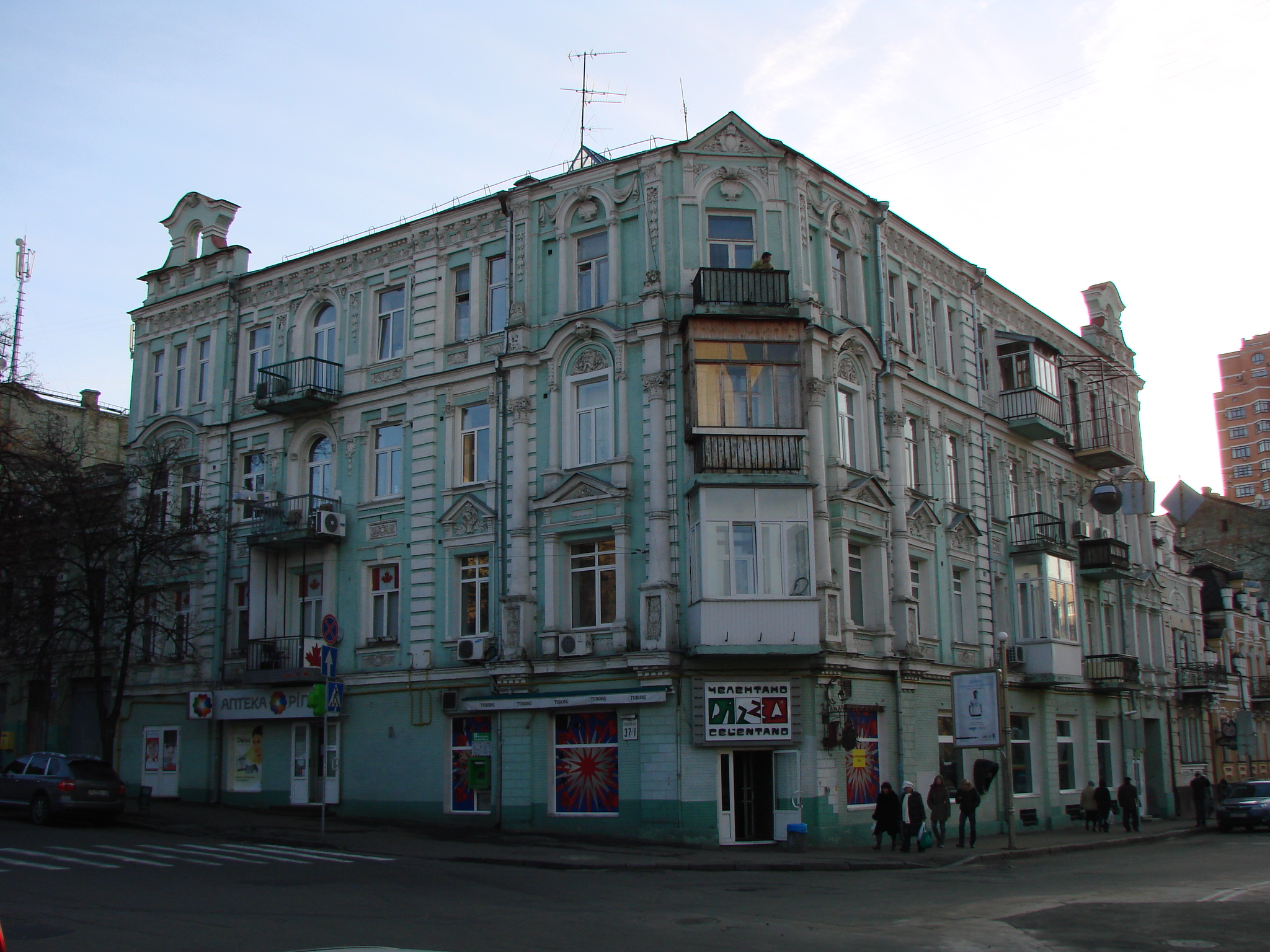
Будинок № 37/1
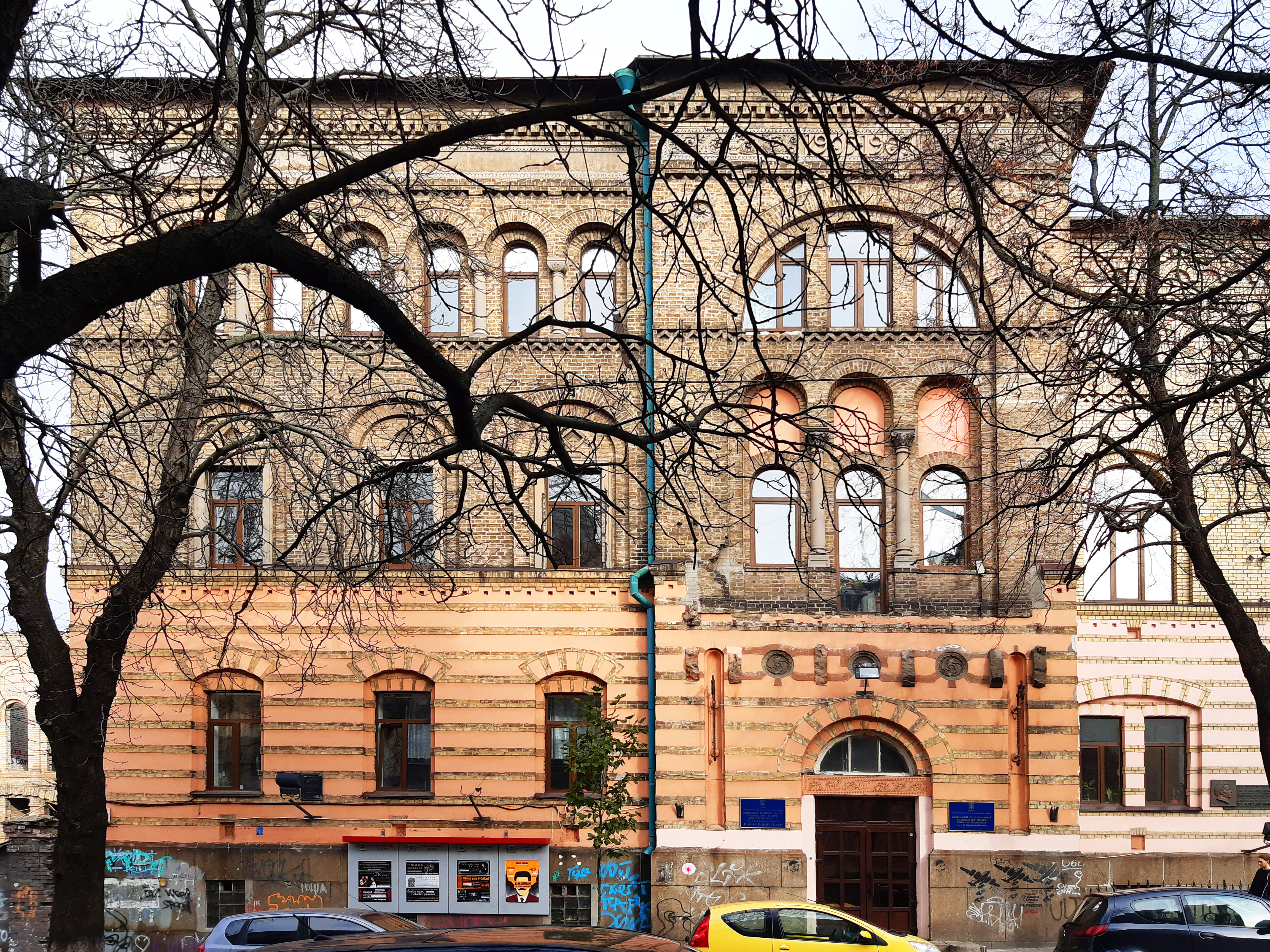
Будинок № 40

## Особистості
У будинку № 5 мешкали лікарі професор Василь Образцов і академік Микола Стражеско, у будинку № 13-Б у 1903–1928 роках проживав терапевт Феофіл Яновський. У будинку № 9 у 1906 році жив письменник Костянтин Паустовський, у будинку № 32 — Леся Українка (літо 1907 року), у будинку № 23 — архітектор Володимир Ніколаєв.
У будинку № 12 (не зберігся) мешкали художники Андрій Таран, Софія Налепинська, Михайло Бойчук, Віктор Пальмов, Федір Кричевський.
У будинку № 15 (не зберігся) проживали професор-психіатр Іван Сікорський та його син, авіаконструктор Ігор Сікорський, а також актриса Марія Старицька, співак Олександр Мишуга, художник Микола Бурачек.
У будинку № 21/20а мешкав Красовський Микола Олександрович.
Меморіальні дошки на честь людей
| № будинку | кому | інформація | зображення |
| --------- | --- | --- | ---------- |
| 6         | Олексієві Киричинському | Встановлена на будинку де з 1944 по 1970 рік він працював.                                                                                             |            |
| 7         | Хосе Марті | |            |
| 13        | Володимирові Міяковському | Встановлена на будинку де з 1933 по 1943 рік він проживав;                                                                                             |            |
| 13 б      | Феофілові Яновському | Встановлена на будинку де з 1903 по 1928 рік він жив і працював; бронза, скульптор Олександр Скобликов, архітектор Анатолій Ігнащенко                  |            |
| 15 а      | Вікторові Глушкову | Встановлена на будинку де він жив останні роки свого життя (1972—1982); бронза, граніт; барельєф, скульптор В'ячеслав Клоков, архітектор Флоріан Юр'єв |            |
| 21/20а    | Красовському Миколі | Встановлена на будинку де він жив. |            |
| 28        | Старицькому Михайлу Петровичу | Встановлена на будинку, де проживала його родина |            |
| 32        | Лесі Українці | Встановлена на будинку де влітку 1907 року вона жила та працювала.                                                                                     |            |
| 40        | Іванові Корнієнку | Встановлена на будинку де він у 1968–1975 роках працював ректором Державного інституту імені І. К. Карпенка-Карого                                     |            |
| 40        | Випускникам київських артилерійських, військово-морської і авіаційної спеціальних шкіл системи народної освіти — учасникам німецько-радянської війни. | Встановлена на будівлі де знаходилась 13-та артспецшкола; скульптор Микола Марченко                                                                    |            |

## Події
- У 1911 році авіаконструктор Ігор Сікорський, який мешкав у будинку № 15, збудував свій перший вертоліт у дворі цього будинку.
- У 1973 році в будинку № 27, в якому знаходилась середня школа № 49, відбувся концерт Володимира Висоцького.

Меморіальні дошки на честь подій
| № будинку | подія | зображення |
| --------- | --- | ---------- |
| 15        | На цьому місці в роки німецько-радянської війни знаходився штаб і командний пункт київського корпусу ППО.                                                                               |            |
| 18        | У будинку з січня 1944 року по січень 1945 року діяв Український штаб партизанського руху — військово-саперний орган по керівництву партизанською боротьбою в тилу німецьких окупантів. |            |
| 36        | У будинку 27 листопада 1918 року відбулися установчі збори Української академії наук |            |